# Triainolepis sancta
Triainolepis sancta är en måreväxtart som beskrevs av Bernard Verdcourt. Triainolepis sancta ingår i släktet Triainolepis och familjen måreväxter. Inga underarter finns listade i Catalogue of Life.